# وارسیک گریگوریان
وارسیک (وارسنیک) گئورگی گریگوریان (ارمنی: Վարսիկ (Վարսենիկ) Գևորգի Գրիգորյան؛ انگلیسی: Varsik Grigorian؛ ۱۷ آوریل ۱۹۲۶ – ۱ اکتبر ۲۰۱۹) یک تئاترشناس اهل ارمنستان بود. وی بین سال‌های - تا - میلادی فعالیت می‌کرد. 

## زندگی‌نامه
وی در ۱۷ آوریل ۱۹۲۶ در آینتاپ به دنیا آمد و از آکادمی دولتی هنرهای زیبای ارمنستان و دانشگاه دولتی ایروان فارغ‌التحصیل شد. وی همچنین برندهٔ جوایزی همچون چهره هنری شایسته جمهوری ارمنستان، مدال طلای وزارت فرهنگ جمهوری ارمنستان شده‌است. وی در ۱ اکتبر ۲۰۱۹ در سن ۹۳ سالگی در ایروان درگذشت.